# Groenteboer

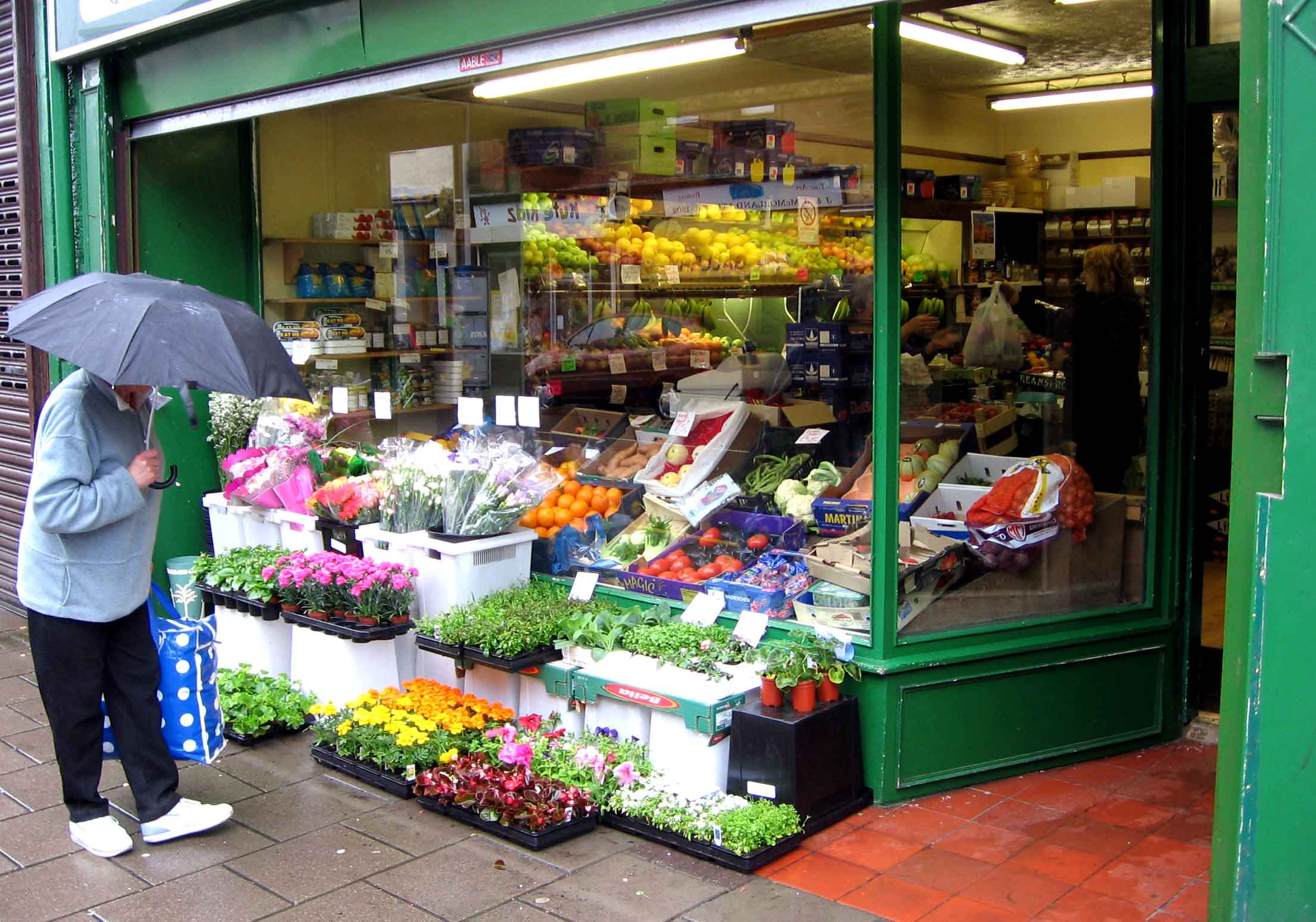
Groenteboer in Gourock, Schotland

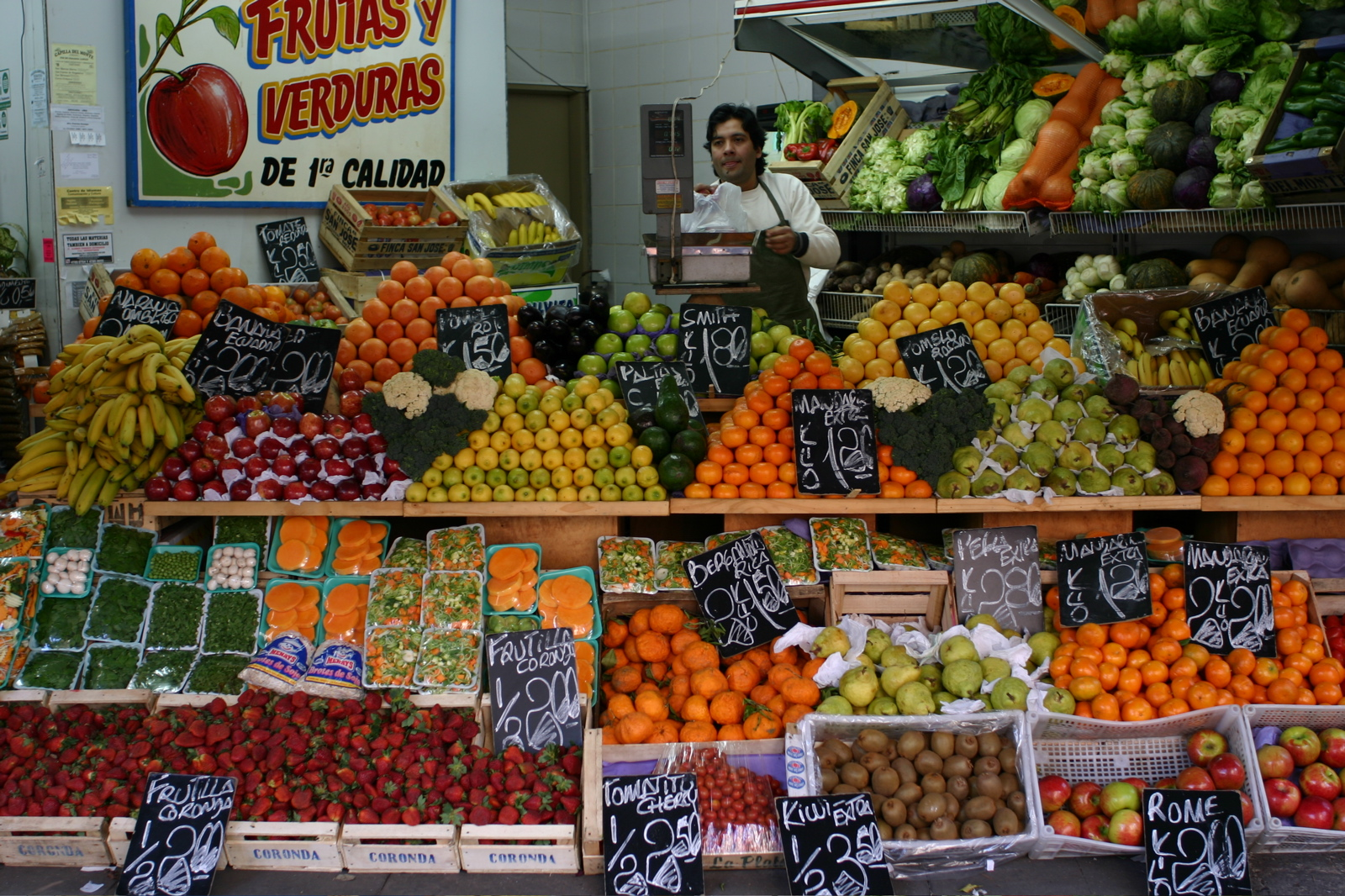
Groenteboer in Buenos Aires, Argentinië

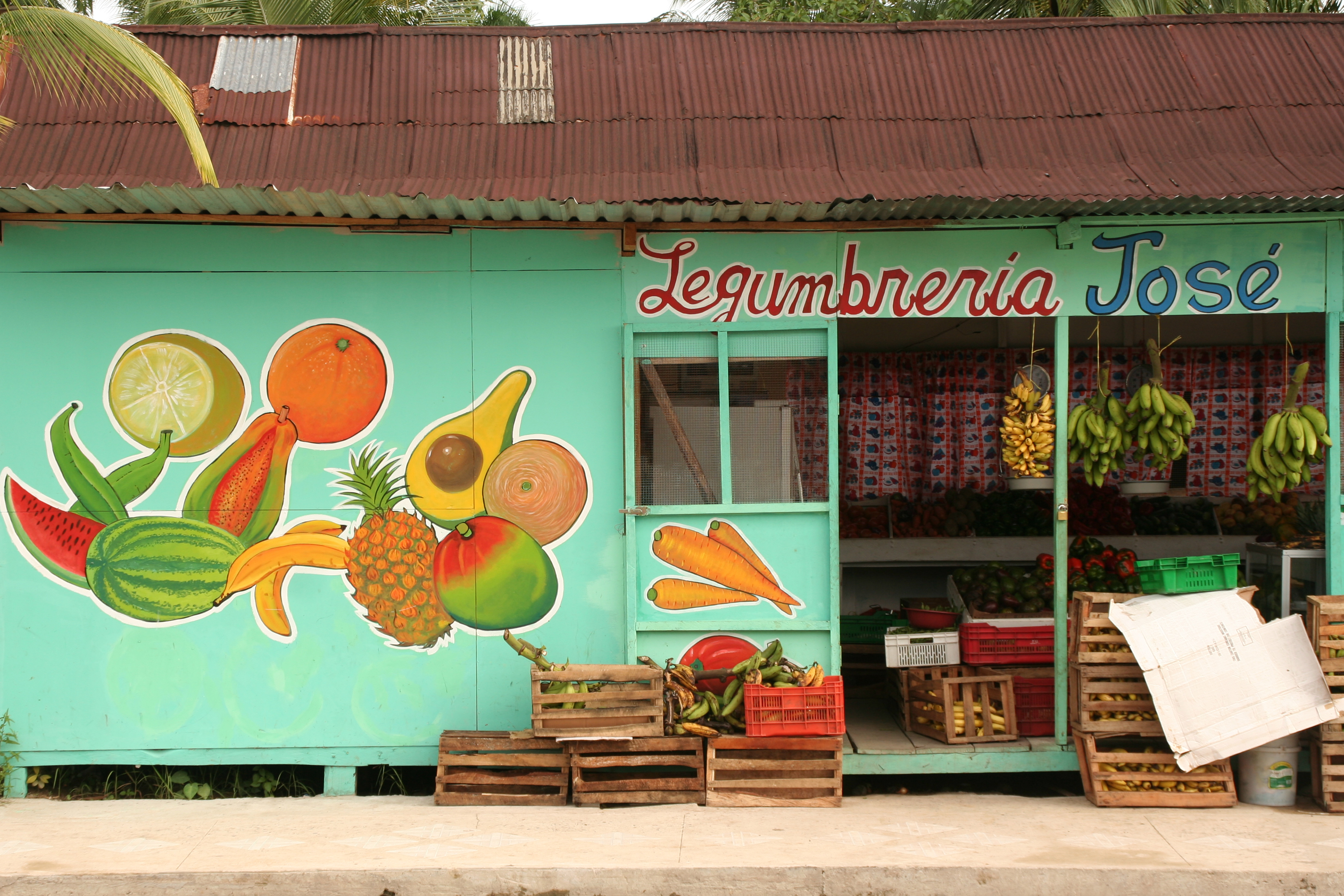
Groenteboer in Bocas del Toro, Panama

Een groenteboer is een winkelier die groente en fruit verhandelt. De traditionele groenteboer heeft nog slechts een beperkt marktaandeel in de westerse wereld; een groot deel van de omzet aan groenteverkoop komt ten goede aan de supermarkten.

## Historie en kernactiviteit
In de samenstelling met "-boer" is nog te zien dat in de opkomende steden, de groenten vroeger werden aangeleverd door boeren, die hun producten van het veld naar de stad vervoerden om ze daar te verkopen. In plaats van "groenteboer" hoort men daarom soms het 'nettere' "groenteman".
Het kernassortiment van de traditionele groenteboer bestond uit de zogenoemde AGF-producten: aardappelen, groenten en fruit. Uiteraard is dat assortiment in de twintigste eeuw aanzienlijk uitgebreid. Geconserveerde en exotische producten deden hun intrede (van kersen in pot tot lychee); en ook bij de meer traditionele producten, zoals appels, trad verschuiving en diversificatie op. Oudere soorten, bijvoorbeeld de rode sterappel, worden zelden nog gezien, terwijl de appels uit Zuid-Europa een aanzienlijke plaats in de schappen hebben veroverd. Bij groenten is het al niet anders; witte kool ligt zij aan zij met paprika's.

## Nieuwe markten aanboren
Doordat groenteboeren het steeds moeilijker krijgen in hun concurrentiestrijd met de supermarkten kiezen ze er vaak voor om hun focus te verleggen. Aan de ene kant doen ze dat door producten als zelfgemaakte salades, soepen en stamppotten aan hun assortiment toe te voegen, aan de andere kant door in samenwerking met de eveneens in moeilijkheden verkerende ambachtelijke slager cateringdiensten aan te bieden aan het plaatselijke bedrijfsleven.

## Nederland
Volgens gegevens van de organisatie voor het midden- en kleinbedrijf in Nederland, MKB-Nederland, nam aan het eind van de 20e en het begin van de 21e eeuw het aantal groentewinkels in Nederland in tien jaar tijd af van 3070 (1994) tot 1625 (2004). Dit laatste aantal komt overeen met tien groentewinkels op 100.000 consumenten. Opvallend is dat deze afname veel geringer is geweest in de provincies Zeeland, Limburg en het snel in bewonersaantal groeiende Flevoland.
Met deze daling bevindt de groenteboer zich in gezelschap van de slager, terwijl andere detaillisten, zoals drank-, tabaks- en kaaswinkels, zich beter wisten te handhaven.
De afname vindt zijn oorzaak in de opkomst van de winkelketens, die door hun machtige positie tegenover producenten, scherpe inkoopprijzen kunnen bedingen. De groenteboer ontbeert deze macht, is bovendien door zijn beperktere omzet afhankelijk van een ruimere winstmarge, en moet daardoor hogere prijzen berekenen dan de ketenwinkelier of franchisenemer. In deze prijsconcurrentie legt hij het af, en voor een alternatief marketinginstrument zoals kwaliteitsconcurrentie of service ontbreken hem de middelen.
Veel consumenten geven bovendien de voorkeur aan het gebruikersgemak dat een alles-onder-een-daksupermarkt hen biedt.

## Vlaanderen
In Vlaanderen heeft groenteboer ook (nog) de letterlijke betekenis van een boer die groenten kweekt. Meer bepaald de kweker die rechtstreeks zijn eigen producten aan de consument verkoopt. Deze "verkoop op de boerderij" kent sedert de hernieuwde aandacht voor biologische landbouw een heropleving.

## Alternatief kanaal
Niet alle groenteboeren bedienen zich van winkels; zij zijn uiteraard ook op markten te vinden. Bepaalde overheadkosten, zoals de huur van een winkelpand op een dure locatie, kunnen daardoor worden omzeild.